# Карвалью, Жозе Кандиду де Мелу
Жозе Кандиду де Мелу Карвалью (порт.-браз. José Cândido de Melo Carvalho; 11 июня 1914, Консейсан-да-Апаресида — 21 октября 1994, Рио-де-Жанейро) — бразильский энтомолог, специалист по систематике клопов. Профессор университета Рио-де-Жанейро. Член Бразильской академии наук.

## Биография
Родился в городе Консейсан-да-Апаресида в 11 июня 1914 года. В 1929 году он окончил Высшую школу сельского хозяйства в Висозе. В 1940 году получил степень магистра зоологии в Университете Небраски. В 1942 году защитил докторскую диссертацию в Айовском университете. С 1946 года работал в Национальном музее Бразилии, с 1955 по 1961 годы был его директором. В 1951 году избран академиком Бразильской академии наук. Умер 21 октября 1994 года.

## Научная деятельность
Жосе Карвалью был одним из пионеров и лидеров природоохранного движения в Бразилии. В 1958 году на Международном конгрессе в Лондоне он избран представителем от стран Латинской Америки в Международном союзе охраны природы. В 1958 году он стал основателем Бразильского фонда охраны природы (FBCN), президентом которого он был в течение двух сроков. Принимал участие в разработке природоохранного законодательства и организовал работу над созданием первого «Списка исчезающих видов животных и растений».
Принимал участие в 26 экспедициях по Бразилии. Руководил работой множества научных конференций и съездов.
Впервые описал 1319 видов и 267 родов насекомых, и был, по мнению коллег, «без сомнения величайшим авторитетом в мире по клопам-слепнякам». Является автором каталога мировой фауны этого семейства.

## Публикации
Жосе Карвалью был автором более 600 научных работ.
- Carvalho J. C. M. Studies on Some Gordiacea of North and South America (англ.) // The Journal of Parasitology. — 1942. — Vol. 28, iss. 3. — P. 213–222. — ISSN 0022-3395. — doi:10.2307/3272775. — JSTOR 3272775.
- Carvalho, J.C.M. & Feio, J.L. Sobre alguns Gordiaceos do Brasil e da Republica Argentina (Nematomorpha, Gordioidea) (порт.) // Anais da Academia Brasiliera de Ciências. — 1950. — Vol. 22. — P. 193—206.
- Carvalho, J.C.M. Insects of Micronesia. Heteroptera: Miridae. (англ.) // Insects of Micronesia. — 1956. — Vol. 7. — P. 1—100.
- Carvalho J. C. de M. Considerações sobre o uso da terra na Amazônia brasileira (порт.). — Fundação Brasileira para a Conservação da Natureza, 1979. — 92 p.
- Carvalho J.C.M., and Costa L. A. A. Chaves taxonomicas de subfamilias e tribos de Miridae Hahn, 1831 do mundo (Insecta, Heteroptera) (порт.) // Arquivos do Museu Nacional, Rio de Janeiro. — 1997. — Vol. 57. — P. 1—49.